# Wladimir Petrowitsch Demichow

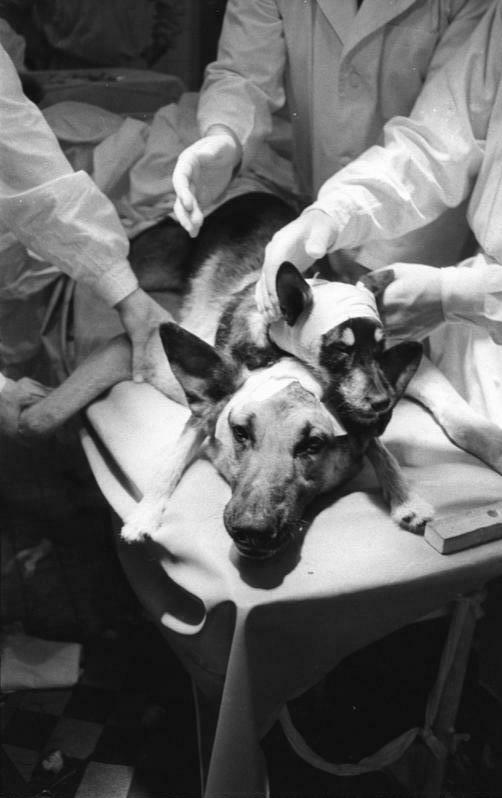
Die letzte von Wladimir Demichow am 13. Januar 1959 in der DDR gezeigte Kopftransplantation

Wladimir Petrowitsch Demichow (russisch Владимир Петрович Демихов; auch Vladimir P. Demichov und V. P. Demikhov; * 18. Juli 1916 in Kulini, heute Oblast Wolgograd; † 22. November 1998 in Moskau) war ein russischer Chirurg und Pionier der Transplantationschirurgie. Er wurde insbesondere durch seine Versuche an Hunden bekannt. 

## Sein Werk
Zwischen 1930 und 1950 experimentierte Wladimir P. Demichow mit von ihm erfundenen künstlichen Herzen, Bypassoperationen sowie Verpflanzungen von Herzen und Lungen. Er führte im Sklifosovsky-Institut in Moskau unter anderem die erste Herztransplantation bei einem Warmblüter, die erste Lungentransplantation und die erste Herz-Lungen-Transplantation in der Geschichte der Chirurgie durch. In der Öffentlichkeit wurde er vor allem durch Operationen bekannt, bei denen er Köpfe und Vorderkörper verpflanzte. Seine Versuche wurden in der Sowjetunion als „Sputnik der Chirurgie“ bezeichnet.
Demichows Dissertation mit dem Titel Experimentelle Transplantation von lebenswichtigen Organen ist 1960 erschienen und wurde 1962 auch außerhalb der Sowjetunion publiziert. Sie war lange Zeit die einzige Monographie zur Transplantation von Organen und Geweben. Der südafrikanische Herzchirurg Christiaan Barnard, der 1967 die erste erfolgreiche Herztransplantation bei einem Menschen durchführte, hat 1960 und 1963 Demichows Labor besucht. Er betrachtete Demichow als seinen Lehrer.
Während seiner Versuche ging Demichow irrtümlicherweise davon aus, dass das Versagen von Spenderorganen nicht durch Immunreaktionen, sondern durch mangelhafte Operationstechniken verursacht würde. Aufgrund dieser Hypothese entwickelte er 24 verschiedene Operationstechniken für Herztransplantationen an rund 250 Tieren. Bei einem Hund konnte dabei eine postoperative Überlebenszeit von 32 Tagen erreicht werden.
1959 wurde ihm von der Universität Leipzig der Ehrendoktortitel verliehen.
Wladimir Demichow starb 1998 von der Weltöffentlichkeit unbeachtet, erhielt aber kurz vor seinem Tod den Orden „Für Verdienste am Vaterland“.

## Veröffentlichungen
- Transplantation of the Heart and Lungs Experimentally. In: Tr. Acad. M. Sc. USSR. Band 12, 1959, S. 18 ff.
- Experimental transplantation of vital organs. Autorisierte Übersetzung aus dem Russischen von Basil Haigh. Consultant’s Bureau, New York 1962.